# 仁慈級醫療船
仁慈級醫療船是由美國海軍使用聖克萊門特級超級油輪改裝而成。 它們最初由國家鋼鐵造船公司於 20 世紀 70 年代建造，後來被海軍收購併改裝成醫療船，於 1986 年和 1987 年投入使用。
这些船隻由军事海运司令部營運，旨在為美國作戰部隊提供緊急現場護理，並用於支持救災和人道主義行動。每艘船均設有 12 個設備齊全的手術室、一個擁有 1,000 個床位的醫院設施、放射服務、一個醫學實驗室、藥房、验光实验室、 CT 扫描设备和两个制氧廠。 

## 艦名列表
該級艦由兩艘艦已投入使用：
- 仁慈號醫療艦
- 安慰號醫療船

## 使命
“仁慈号”驻扎在加利福尼亚州圣地亚哥，主要在太平洋和印度洋开展业务。 1987 年，她的首次任务是前往菲律宾和南太平洋进行人道主义巡航。她的第一个军事任务是在第一次海湾战争中为联军服役。 2004 年海啸发生后，第一次救灾行动是“统一援助行动” 。她最近一次是在 2013 年，当时她在台风海燕之后向菲律宾和其他国家提供援助。
“安慰号”驻扎在弗吉尼亚州诺福克，主要在加勒比海和拉丁美洲开展业务。她的第一个任务是战斗任务：在沙漠风暴行动期间为科威特海岸附近的联军提供服务。她的第一次人道主义任务发生在 1994 年，帮助希望来到美国的海地和古巴移民。 9/11事件发生后， “安慰号”被啟動并被派往曼哈顿，提供医疗和心理健康服务。“安慰号”再次投入伊拉克自由行动的战斗。 2005年，她在卡特里娜飓风过后拯救了美国公民。 2010年，她再次执行海地地震救灾任务。  2015年5月， “安慰号”进驻牙买加金斯敦，提供包括验光、牙科、普通医疗、妇女健康、儿科、药房等医疗服务。牙买加之行是“持续承诺”的一部分，这是一项横跨加勒比地区、为期近六个月的人道主义任务。  2017 年，飓风玛丽亚过后，安慰號再次被部署援助波多黎各的美国公民。 
2020年3月，这些船只被部署来协助抗击冠状病毒大流行。这两艘船都将在圣佩德罗和曼哈顿废弃的游轮码头充当创伤中心。当时，预计这将使附近的医院能够为冠状病毒患者腾出床位。   4 月 21 日，州长科莫告诉特朗普总统，纽约不再需要“安慰号” 。在停靠在城市期间，她治疗了 182 名患者。 

## 優缺點
仁慈級船舶體型較大，設有1000張床位，每天最多可接納200名患者。因艦艇本身噸位較大，不易受風浪影響，適合在各種海洋條件下執行大多數外科手術。然而，這些船的主要批評點是： 
- 它們速度太慢，最高速度剛剛超過 17 節。仁慈級艦艇（就醫療能力而言）比大多數軍事行動所需的要大得多，而且它們不易或快速部署或停靠。它們的尺寸給它們帶來了顯著的雷达信号，再加上缺乏機動性，使它们很容易受到攻击。从理论上讲，这种情况永远不会发生，因为根据1907 年海牙公约，攻击医院船属于戰爭罪，但這些船隻很容易受到恐怖組織和其他不遵守此類既定戰爭公約的實體的攻擊，因為兩艘船都只配備了防禦武器。
- 當船舶航行或在波濤洶湧的大海上時，必須用直升機運送病人。然而，直升機的容量有限，因為每艘船只有一個停機坪。 患者在船上的活動受到限制。作為油輪建造，原來的儲油艙壁被保留，但沒有門，這意味著病人必須被帶到頂層甲板，才能從船的一個部分的較低隔間轉移到另一個部分。

2004 年中期，外科醫生兼內科和外科局局長、海軍中將邁克爾·L·考恩 (Michael L. Cowan) 表示， “仁慈”號和“安慰”號應該退役。 “它們是很棒的船，但它們是恐龍。它們設計於 70 年代，建造於 80 年代，坦率地說，它們已經過時了。”